# Listracanthus
Listracanthus is een geslacht van uitgestorven Chondrichthyes met onzekere affiniteiten. Soorten van Listracanthus zijn vooral bekend van hun enorme, langwerpige en veerachtige denticula op de huid, die tot tien centimeter lang zijn. De denticula hadden een grote hoofddoorn, waaruit secundaire stekels uit de zijkanten komen, zoals de weerhaken van een veer of een kam. Listracanthus verscheen voor het eerst in lagen van het Laat-Carboon in Noord-Amerika en verdween uiteindelijk ergens tijdens het Vroeg-Trias uit het fossielenbestand.
De typesoort is Listracanthus hystrix Newberry and Worthen 1870, met als holotype YPM VP 007343, een stekel gevonden in Vermillion County. De geslachtsnaam betekent 'rondom uitgedolven doorn'. De soortaanduiding betekent 'met borstels'. Andere benoemde soorten zijn L. hildrethi Newberry, 1875 (een vermoedelijk jonger synoniem), L. wardi Woodward, 1891, L. beyrichi von Koenen, 1879, L. eliasi Hibrard, 1938 (een vermoedelijk jonger synoniem), L. woltersi Schmidt, 1949 en L. pectenatus Mutter & Neuman, 2006 (holotype UALVP 47002).
Het uiterlijk van deze haaien is grotendeels onbekend. Echter, auteur en illustrator Ray Troll vermeldt in zijn boek Sharkabet hoe paleontoloog Rainer Zangerl ooit een grote leisteenplaat ontdekte met daarin een lange, palingachtige vis bedekt met lange, stekelachtige tandjes die kenmerkend zijn voor het geslacht, alleen om het uit te laten drogen en tot stof te verkruimelen. Als zodanig reconstrueert Troll, volgens Zangerls verslag, Listracanthus als een enorme, felgekleurde franjehaai.
Martill et alii, (2014) creëerden het geslacht Acanthorhachis voor de soort die voorheen bekend stond als Listracanthus spinatus Bolton, 1896. Ze richtten ook de familie Listracanthidae op om de twee geslachten te omvatten.